# Pilgerweg nach Jerusalem
Der Ausdruck Pilgerweg nach Jerusalem bezeichnet die Wallfahrt in der Alten Kirche und im Mittelalter in das Heilige Land. Spätestens ab dem 4. Jahrhundert machten sich christliche Pilger auf den Weg zum Heiligen Grab und anderen zentralen biblischen Stätten auf.

## Geschichte
Die ersten Pilgerreisen nach Jerusalem, deren spiritueller Hintergrund unter anderem auf die Lehren des Heiligen Hieronymus zurückgeht, werden zunächst vor allem Frauen zugeschrieben. Bedeutsam ist die Wallfahrt der Kaiserin Helena, der Mutter Kaiser Konstantins im ersten Drittel des 4. Jahrhunderts. Bei Grabungen in Jerusalem soll sie der Legende nach Reste des Wahren Kreuzes und das Heilige Grab gefunden haben. An dessen Stelle veranlasste sie den Bau einer Kirche, ebenso initiierte sie den Bau der Geburtskirche in Bethlehem wie auch den Bau der Eleona-Basilika auf dem Ölberg, die sich in der Folge zu bedeutenden Pilgerzielen entwickelten.
Von weiteren christlichen Frauen auf dem Weg ins Heilige Land wie der hl. Paula mit ihrer Tochter, der hl. Eustochium (teilweise gemeinsam mit dem Kirchenvater Hieronymus), der Jungfrau Egeria und der hl. Melania der Jüngeren mit ihrer Großmutter Melania der Älteren sind zum Teil selbst verfasste Pilgerberichte überliefert. Das von Egeria verfasste Itinerar stellte allerdings weniger einen Reisebericht im heutigen Sinne dar, sondern vielmehr eine Beschreibung der Kulthandlungen der christlichen Gemeinde in Jerusalem und der heiligen Stätten in der Umgebung der Stadt.
Die frühesten Aufzeichnungen eines christlichen Pilgers über den Weg nach Jerusalem stammen aus den Jahren 333–334: im Itinerarium Burdigalense schilderte ein Pilger aus Burdigala, dem heutigen Bordeaux seinen Weg zum Heiligen Grab. Neben den Wallfahrten nach Rom und Santiago de Compostela entwickelte sich der Pilgerweg nach Jerusalem im frühen Mittelalter zu einem der drei zentralen christlichen Pilgerwege und besaß zeitweise den Rang des bedeutendsten christlichen Pilgerweges überhaupt.
So stand der Pilgerweg nach Jerusalem in enger Verbindung mit dem Kampf gegen das Vordringen des Islam in Europa, beziehungsweise mit dem Versuch um dessen Zurückdrängung. Anders als bei den Pilgerwegen nach Santiago und Rom standen sehr früh machtpolitische Interessen der europäischen Staaten und des Vatikans im Vordergrund mit dem Ziel, die Heiligen Stätten für die christliche Herrschaft zu erobern oder zu verteidigen, weswegen sich im Rahmen der Kreuzzüge immer wieder europäische Ritterheere auf den Weg der Wallfahrt mit Schild und Schwert machten.
Nach der endgültigen Niederlage der Kreuzritterheere und dem langfristigen Verlust der Heiligen Stätten in Jerusalem an die Sarazenen im Jahr 1244 nahm auch die friedliche Wallfahrt nach Jerusalem zu Gunsten der beiden anderen großen christlichen Pilgerziele Rom und Santiago merklich ab.

## Pilgerrouten
Eine vorgegebene Pilgerroute aus Mitteleuropa nach Jerusalem ist nicht erkennbar, vielmehr wird sich die Wahl des Weges an der jeweiligen politischen Situation sowie an Sicherheits- und Finanzerwägungen orientiert haben. Wohlhabende Pilger zogen in der Regel den Weg über die Alpen nach Venedig vor, um von dort mit dem Schiff ins Heilige Land zu reisen. Ärmere Pilger oder solche mit einem besonderen Interesse an den am Weg liegenden heiligen Stätten bevorzugten den Landweg über den Balkan und Konstantinopel durch das Gebiet der heutigen Türkei. Die vorhandenen Pilgerberichte, die vornehmlich von reichen und gebildeten Pilgern verfasst wurden, beschreiben also in ihrer überwiegenden Mehrheit den Weg über Venedig.
Der Landweg durch den Balkan folgt ebenso wenig einer einheitlichen Route. Während einige Berichte den Weg über Győr und Niš nach Philippopolis und Adrianopel beschreiben, berühren andere das heutige Belgrad oder ziehen entlang der heute kroatischen und albanischen Küste, wobei alle diese Wege spätestens in Adrianopel zusammentreffen.
Für die Durchquerung des Gebietes der heutigen Türkei scheinen vor allem zwei Routen für den mittelalterlichen Pilger als gangbare Routen bekannt gewesen zu sein. Zum einen beschreiben Pilger den Weg von Konstantinopel nach Süden über Südkleinasien nach Antiochia. Eine Alternative bestand im Weg von Konstantinopel nach Osten über Kappadokien nach Antiochia um dann weiter über Tripolis und Akkon nach Jerusalem zu ziehen.
Als dritte Route wird der Pilgerweg von Mitteleuropa über die Alpen nach Apulien beschrieben, wo man in das Gebiet des heutigen Albanien übersetzte, um dann dem Weg weiter entlang der Via Egnatia über Thessaloniki nach Konstantinopel zu folgen.